# Finale de la Coupe des clubs champions européens 1959-1960
La finale de la Coupe des clubs champions européens 1959-1960 voit le Real Madrid remporter sa cinquième Coupe des clubs champions d'affilée, en battant le club ouest-allemand de l'Eintracht Francfort, sur le large score de 7-3. En termes d'affluence, 127 621 spectateurs, c'est un record pour une finale de C1 et dans l'histoire des coupes d'Europe de football. Alfredo Di Stéfano et Ferenc Puskas se partageront à eux deux les sept buts inscrits par la formation espagnole. Francfort est la première formation allemande à atteindre la finale. Ce match est considéré comme l'une des meilleures rencontres de clubs de l'histoire. 
Pour les Allemands de l'Eintracht Francfort, malgré la défaite, cette finale reste un excellent souvenir, dans le sens où ils estiment avoir atteint cette année-là le sommet du football européen. Dans le musée officiel du club, figure le ballon du match c'est Richard Kress qui avait demandé à l'arbitre s'il pouvait ramener le ballon en Allemagne. Mathias Thoma, historien du club, explique dans une interview de l'UEFA que, même 60 ans après, l'impact de cette rencontre est encore présent en Angleterre ou en Écosse, si un supporter de Francfort discute avec un fan anglais ou écossais, ce dernier lui parlera de la finale de 1960.

## Parcours des finalistes
Note : dans les résultats ci-dessous, le score du finaliste est toujours donné en premier (D : domicile ; E : extérieur).
| Real Madrid                         | Real Madrid                         | Real Madrid                         | Real Madrid                         |                     | Eintracht Francfort | Eintracht Francfort | Eintracht Francfort | Eintracht Francfort |
| ----------------------------------- | ----------------------------------- | ----------------------------------- | ----------------------------------- | ------------------- | ------------------- | ------------------- | ------------------- | ------------------- |
| Adversaire                          | Total                               | Aller                               | Retour                              | Tour                | Adversaire          | Total               | Aller               | Retour              |
| Exempté en tant que tenant du titre | Exempté en tant que tenant du titre | Exempté en tant que tenant du titre | Exempté en tant que tenant du titre | Préliminaire        | KuPS Kuopio         | Forfait             | Forfait             | Forfait             |
| Jeunesse d'Esch                     | 12 - 2                              | 7 - 0 (D)                           | 5 - 2 (E)                           | Huitièmes de finale | Young Boys          | 5 - 2               | 4 - 1 (E)           | 1 - 1 (D)           |
| OGC Nice                            | 6 - 3                               | 2 - 3 (E)                           | 4 - 0 (D)                           | Quarts de finale    | Wiener Sport-Club   | 3 - 2               | 2 - 1 (D)           | 1 - 1 (E)           |
| FC Barcelone                        | 6 - 2                               | 3 - 1 (D)                           | 3 - 1 (E)                           | Demi-finales        | Glasgow Rangers     | 12 - 4              | 6 - 1 (D)           | 6 - 3 (E)           |

## Feuille de match
| 18 mai 1960 | Real Madrid                                              | 7 – 3 | Eintracht Francfort       | Hampden Park, Glasgow                        |                                              |
| 19 h 30 BST | Di Stéfano 27e 30e 73e · Puskás 45+1e 56e (pen.) 60e 71e |       | 18e Kress · 72e 75e Stein | Spectateurs : 127 621 Arbitrage : Jack Mowat | Spectateurs : 127 621 Arbitrage : Jack Mowat |
| 19 h 30 BST | Rapport                                                  |       |                           | Spectateurs : 127 621 Arbitrage : Jack Mowat | Spectateurs : 127 621 Arbitrage : Jack Mowat |

| Real Madrid | Eintracht Francfort |

| G            | 1  | Rogelio Domínguez  |
| D            | 2  | Marquitos          |
| D            | 5  | José Santamaría    |
| D            | 3  | Pachín             |
| M            | 4  | José María Vidal   |
| M            | 6  | José María Zárraga |
| M            | 7  | Canário            |
| A            | 8  | Luis del Sol       |
| A            | 9  | Alfredo Di Stéfano |
| A            | 10 | Ferenc Puskás      |
| M            | 11 | Francisco Gento    |
| Entraîneur:  |    |                    |
| Miguel Muñoz |    |                    |

| G            | 1  | Egon Loy               |
| D            | 2  | Friedel Lutz           |
| D            | 3  | Hermann Höfer          |
| M            | 4  | Hans Weilbächer        |
| D            | 5  | Hans-Walter Eigenbrodt |
| M            | 6  | Dieter Stinka          |
| A            | 7  | Richard Kress          |
| A            | 8  | Dieter Lindner         |
| A            | 9  | Erwin Stein            |
| A            | 10 | Alfred Pfaff           |
| A            | 11 | Erich Meier            |
| Entraîneur : |    |                        |
| Paul Oßwald  |    |                        |